# Gmina związkowa Nierstein-Oppenheim
Gmina związkowa Nierstein-Oppenheim (niem. Verbandsgemeinde Nierstein-Oppenheim) – dawna gmina związkowa w Niemczech, w kraju związkowym Nadrenia-Palatynat, w powiecie Mainz-Bingen. Siedziba gminy związkowej znajdowała się w mieście Oppenheim. 1 lipca 2014 gmina związkowa została połączona z gminą związkową Guntersblum tworząc tym samym nowa gminę związkową Rhein-Selz.

## Podział administracyjny
Gmina związkowa zrzeszała jedenaście gmin, w tym jedną gminę miejską (Stadt) oraz dziesięć gmin wiejskich:
1. Dalheim
2. Dexheim
3. Dienheim
4. Friesenheim
5. Hahnheim
6. Köngernheim
7. Mommenheim
8. Nierstein
9. Oppenheim
10. Selzen
11. Undenheim